# Condado de Monroe (Tennessee)
El condado de Monroe  (en inglés: Monroe County, Tennessee), fundado en 1819, es uno de los 95 condados del estado estadounidense de Tennessee. En el año 2000 tenía una población de 38.961 habitantes con una densidad poblacional de 24 personas por km². La sede del condado es Madisonville.

## Geografía
Según la Oficina del Censo, el condado tiene un área total de 1690 km² (652,5 mi²), de la cual 1644 km² (634,7 mi²) es tierra y 46 km² (17,8 mi²) es agua.

### Condados adyacentes
- Condado de Loudon norte
- Condado de Blount noreste
- Condado de Graham este
- Condado de Cherokee sureste
- Condado de Polk suroeste
- Condado de McMinn oeste

## Demografía
En el 2000 la renta per cápita promedia del condado era de $30,337, y el ingreso promedio para una familia era de $34,902. El ingreso per cápita para el condado era de $14,951. En 2000 los hombres tenían un ingreso per cápita de $29,621 contra $21,064 para las mujeres. Alrededor del 12.00% de la población estaba bajo el umbral de pobreza nacional.

## Lugares

### Ciudades y pueblos
- Madisonville
- Tellico Plains
- Sweetwater
- Vonore